# Trippa alla fiorentina
La trippa alla fiorentina (‘tripa a la florentina’) es un segundo plato típico de la ciudad de Florencia (Italia).
Se prepara cortando la tripa lavada en tiras y añadiéndola a un sofrito de cebolla, zanahoria y apio cortados en trozos pequeños. Luego se añade tomate pelado y se deja cocer hasta que se haya evaporado toda el agua de la tripa y la verdura.
Se sirve caliente, espolvoreada con pimienta, parmesano rallado y un poco de aceite.